# Lotoixinó
Lotoixinó - Лотошино (rus) és un possiólok de l'óblast de Moscou (Rússia) a la riba del riu Lob, a la conca del Volga. És a 34 km al nord-oest de l'estació de tren Volokolamsk.

## Història
El lloc és mencionat per primer cop a la Crònica de Nikon el 1478 com a part del Principat de Tver. Ja al segle XVI s'havia convertit en un lloc de gran desenvolupament comercial, i sota l'Imperi Rus fou un assentament dins de l'uiezd de Volokolamsk de la gubèrnia de Moscou. El 1792 s'edificà la primera església de pedra, que després fou destruïda el 1936. El 1812, per ordres del príncep Ígor Metxerski, s'hi construí la primera fàbrica de formatge de Rússia. Es convertí en centre administratiu del raion el 1929, quan fou fundada l'óblast de Moscou. Rebé l'estatus de poble el 1951.